# Romain (Meurthe-et-Moselle)
Romain település Franciaországban, Meurthe-et-Moselle megyében. Lakosainak száma 69 fő (2022. január 1.). Romain Barbonville, Domptail-en-l’Air, Haussonville és Méhoncourt községekkel határos.

## Népesség
A település népessége az elmúlt években az alábbi módon változott:
| Lakosok száma | 28   | 43   | 51   | 49   | 68   | 70   | 69   | 70   | 69   | 69   |
|               | 1968 | 1982 | 1990 | 2006 | 2013 | 2015 | 2017 | 2019 | 2020 | 2022 |